# Lepthyphantes huberti
Lepthyphantes huberti är en spindelart som beskrevs av Jörg Wunderlich 1980. Lepthyphantes huberti ingår i släktet Lepthyphantes och familjen täckvävarspindlar. Inga underarter finns listade i Catalogue of Life.